# Mont Ryōun
Le mont Ryōun (凌雲岳, Ryōun-dake) est un dôme de lave culminant à 2 125 m dans le groupe volcanique Daisetsuzan des monts Ishikari en Hokkaidō au Japon.